# クリストファー・リー
サー・クリストファー・フランク・カランディーニ・リー（Sir Christopher Frank Carandini Lee, CBE、1922年5月27日 - 2015年6月7日）は、イギリス出身の映画俳優。怪奇映画の大スターとして名を馳せ、90歳を超えても生涯現役で活躍した名優である。
出演作は250本以上にも上る（インターネット・ムービー・データベースによれば278本）。ギネス世界記録として、世界で最も多くの映画に出演した俳優、2007年に存命するクレジットタイトル最多登場俳優記録、死亡したシーンを最も多く持つ俳優を持っていた。『吸血鬼ドラキュラ』のドラキュラ伯爵役で有名となり、その後は『白夜の陰獣』のラスプーチン、『007 黄金銃を持つ男』のスカラマンガ、『三銃士』のロシュフォールなど、特に悪役でその魅力が際だっている。190cm以上の長身は老いてますます威容を誇り、2000年代以降、80歳を超えてからも、その威厳を『ロード・オブ・ザ・リング』や『スター・ウォーズ』などの大作で遺憾なく発揮した。
ピーター・カッシング、ヴィンセント・プライスと並ぶ銀幕スターとして、第二次世界大戦後のホラー映画黄金期を築いた。特にカッシングとは多くの作品で共演し、両者の組み合わせはホラー映画の名コンビとして知られている。

## 来歴

### 生い立ち
ロンドン・ウェストミンスターのベルグレイヴィアにて、第60キングス・ロイヤル・ライフル軍団に所属する陸軍中佐の父ジェフリー・トロロープ・リー（Geoffrey Trollope Lee）とイタリアの名門貴族出身の母エステレ・マリー・リー（旧姓カランディーニ・ディ・サルサーノ）のもとに生まれる。カランディーニ家はシャルルマーニュに遡る家系とされている。
幼い時に両親が離婚したため、スイスで過ごすが、その後ロンドンに戻る。語学能力に長け、英語以外に7か国語（フランス語、イタリア語、スペイン語、ドイツ語、スウェーデン語、ロシア語及びギリシャ語）を自在に話すことができたとされ、実際に英語のほか、ドイツ語、フランス語で映画に出演することも多かった。

### 俳優活動

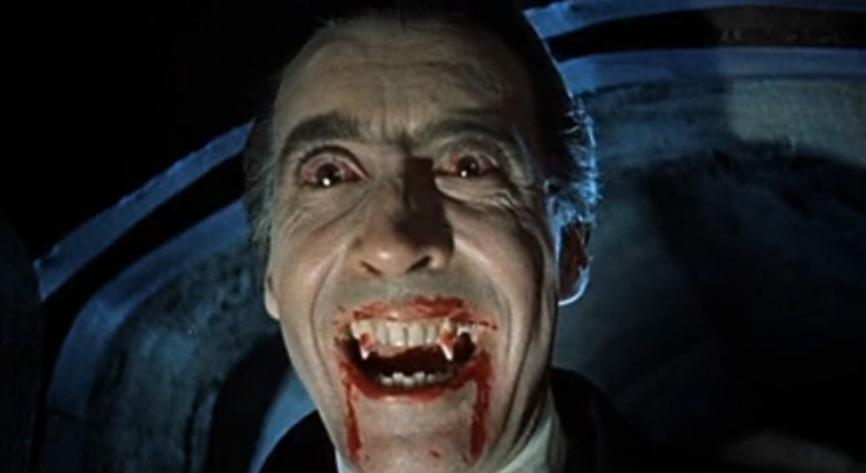
リー扮するドラキュラ伯爵

若い頃は193cm（196cmとも）という長身のためスタントマンや脇役が中心だった。ハマー・フィルムの怪奇映画『フランケンシュタインの逆襲』では、フランケンシュタイン男爵に創造される怪物を演じたが、この時は奇怪なメイクで素顔は見せず、また台詞も無かった。そのグロテスクなメーキャップに当時のマスコミには「リーは事故をして整形手術に失敗したらしい」などと揶揄される始末だった。
『フランケンシュタインの逆襲』が大ヒットすると、ハマー・フィルムは続いて『吸血鬼ドラキュラ』を制作する。ここでリーはドラキュラ伯爵役を得、『吸血鬼ドラキュラ』もまた大ヒットしたことから、一躍スターとなった。この時、『フランケンシュタインの逆襲』でフランケンシュタイン男爵を、『吸血鬼ドラキュラ』でヴァン・ヘルシングを演じたのが、ハマー・フィルムのもうひとりの看板名優ピーター・カッシングである。リーはさらに翌年『ミイラの幽霊』でもミイラ男を演じ、3年連続で西洋怪談のメジャーな怪物を演じわけたが、フランケンの怪物とミイラは1本ずつで終わった。リーの最大の当たり役はドラキュラであり、ハマー・フィルムでは合計7本の作品にドラキュラ役として出演した。
しかしホラー映画やドラキュラのイメージのみになることを避けるため、1977年より活躍の場をアメリカに移し、数多くの映画に出演した（のち、1985年にイギリスに帰国）。
カッシングとは22本の映画で共演したが、『吸血鬼ドラキュラ』を含め、リーがドラキュラを、カッシングがヴァン・ヘルシングを演じた共演作は3本しかない。今もなお、このリーのドラキュラ、カッシングのヴァン・ヘルシングを超える組合せはないとするホラーファンも多い。また二人は親友でもあり、その友情は変わることがなかった（カッシングは1994年に没した。なお共演こそしていないが、カッシングはリーが出演する以前、『スター・ウォーズ エピソード4』にターキン総督役で出演している）。
小説『シャーロック・ホームズシリーズ』を基にした映画にも出演した。リーはマイクロフト・ホームズとシャーロック・ホームズの兄弟双方を演じた史上唯一の映画俳優でもある。また、ハマー・フィルム制作の『バスカヴィル家の犬』では、ヘンリー・バスカヴィル卿を演じている（この時ホームズを演じたのはピーター・カッシングである）。
若い頃から剣術、馬術に優れており、無名の頃にはスタントマンとしてその技量を発揮したが、1989年オリヴァー・リード主演の『新・三銃士/華麗なる勇者の冒険』にロシュフォール役で出演した際にも見事なアクションを披露した。
従兄弟に『007シリーズ』の原作者イアン・フレミング、姪にハリエット・ウォルターがいる。このフレミングとの親戚関係もあって、『007シリーズ』第1作『007 ドクター・ノオ』の映画化に際してフレミング自身がリーに敵方のノオ博士役を望んでいたが実現せず、結果としてジョセフ・ワイズマンがこの役を得た。リーは、『007シリーズ』第9作『007 黄金銃を持つ男』で演じた悪役スカラマンガについて、ボンドのダークサイドを演じた、と語った。
ティム・バートン監督のお気に入りの俳優の一人となり、1999年の『スリーピー・ホロウ』から2012年の『ダーク・シャドウ』まで、5作品に出演した。

#### ロード・オブ・ザ・リングシリーズとホビットシリーズ
『ロード・オブ・ザ・リング』の出演者の中で、唯一原作者のJ・R・R・トールキンと面識があった。『ロード・オブ・ザ・リング/王の帰還』での出演シーンがエクステンション版以外でカットされたことについて、ピーター・ジャクソン監督に「裏切られたとは思わないが、ただ理解出来ず、理由の説明も筋が通るものではなかった。」と語っている 。
また自身はガンダルフを演じたかったが、「製作側がガンダルフ役には歳を取りすぎていると考えたようだ。」とも語った。その後、どうやってサルマンがサウロンによって暗黒サイドに引き込まれたのかを演じたいと語っており 、『ロード・オブ・ザ・リング』シリーズの前日譚、『ホビット 思いがけない冒険』、『ホビット 決戦のゆくえ』の二作品に出演したが、高齢でニュージーランドへの飛行機での渡航が困難であったため、ロンドンでの撮影のみに参加、出演シーンも限定された。

#### スター・ウォーズシリーズ
2002年『スター・ウォーズ エピソード2/クローンの攻撃』、2005年『スター・ウォーズ エピソード3/シスの復讐』に出演、2008年のアニメ映画『スター・ウォーズ/クローン・ウォーズ 』でも声の出演をした。リーはスター・ウォーズについて、「新しい映画の時代を創った作品であり、映画に与えたインパクトはとても大きい」と語り、「出演するのがものすごく楽しみだ」と、出演に対しての喜びを語った。
スター・ウォーズ・シリーズでは79歳を過ぎていたが、可能な限りのライトセーバーでの戦いのシーンは彼自身がこなしたが、激しいアクションシーンは代役（あるいはコンピュータ・グラフィックスや映像加工によって、頭の部分だけ代役と挿げ替えている）である。また、ドゥークーという役の名前は、日本語の毒という言葉が由来であると自身の自伝に記した。 
ピーター・カッシングがスター・ウォーズシリーズの帝国軍のターキン総督役で出演することになった際に、リーは「グランドモフって何者？」という内容の手紙を送った。リーはカッシングから「僕もわからない」という返事を受け取ったという。
リーは『ロード・オブ・ザ・リング』3部作ではサルマン・ザ・ホワイトを、『スター・ウォーズシリーズ』のエピソード2とエピソード3ではドゥークー伯爵を演じているが、リーはサルマンとドゥークーを比べて次のように語っている。「『ロード・オブ・ザ・リング』では、私が魔法使いだが、『スター・ウォーズ』では全てが不思議な力、魔法の世界であり、私はその一部にすぎない」。

#### 最期
90歳を迎えても出演オファーは途切れることはなく、ユマ・サーマンとの映画が準備中であるなど、老いてなお多忙な日々を迎えていたが、2015年に呼吸器疾患と心不全のためロンドンの病院へ入院、同年6月7日に93歳で他界した。俳優としての最後の仕事は、2016年に公開された独立系作品の映画「ノッティングヒルの天使たち」となった。
「生きる伝説」であるクリストファーの突然の訃報は関係者に大きな衝撃を与え、晩年に仕事をしたピーター・ジャクソンやイアン・マッケラン、盟友ロジャー・ムーアなどが追悼コメントを発表した。

### 歌唱活動
俳優としての活動のほか、その深く重々しい美声を生かした朗読、歌唱も多かった。トールキン・アンサンブルとのコラボレーションCDや、エドガー・アラン・ポー作品の朗読が有名。また、コメディ映画『キャプテン・ザ・ヒーロー』では、悪の首魁ミスター・ミッドナイトを演じるに際し、その歌声と妙にノリノリのダンスを披露している。
晩年は、イタリアのメタル・バンドラプソディー・オブ・ファイアの要請を受け、アルバム『Symphony Of Enchanted Lands II-The Dark Secret』にナレーションで参加。また『The Magic Of The Wizard's Dream』では歌唱で参加している。
さらにアメリカのメタル・バンドマノウォーのアルバム『Battle Hymns MMXI』に曲中の語りとして参加。これは同バンドのデビューアルバムのセルフ・カヴァーアルバムであり、クリストファー・リーは、かつてオーソン・ウェルズが行った部分を担当している。
ヘヴィメタルシンガーとしても活動しており、2010年に『Charlemagne: By the Sword and the Cross』、2013年に『Charlemagne: The Omens Of Death』と2枚のアルバムを、2012年に『A Heavy Metal Christmas』と『Let Legend Mark Me As the King』というシングルをリリースした。

### 声優活動
声優としての仕事もこなし、ストップ・モーション映画『コープスブライド』、ゲームソフト『キングダム ハーツII』(英語版)『World of Warcraft』などに出演した。

## 戦争

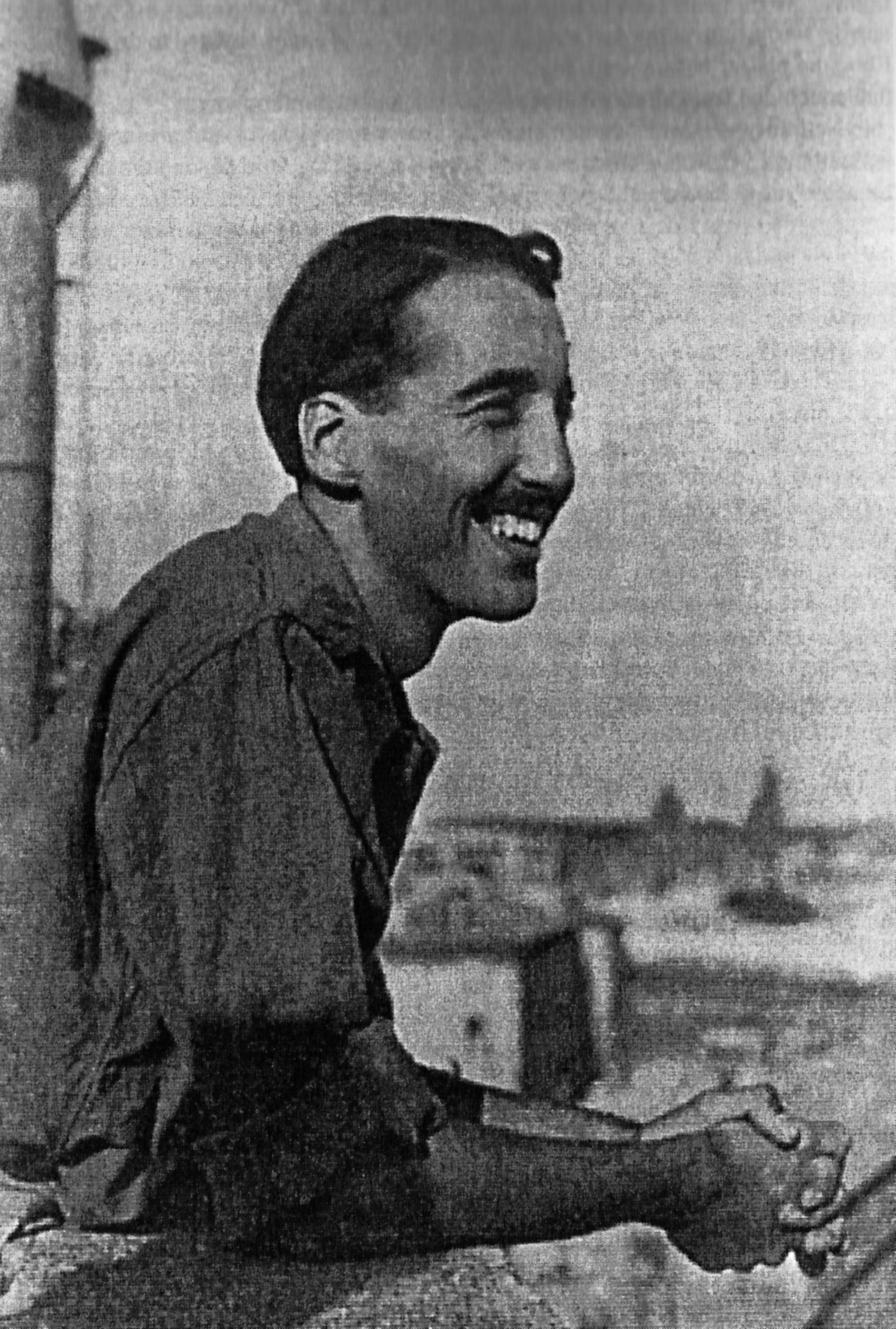
軍人時代のリー（1944年、バチカン）

1939年にソ連がフィンランドに侵攻し冬戦争が勃発した時、リーは学友と共に義勇兵としてフィンランドに渡った。彼らはロシア人からフィンランドを救うのだと意気込んでいたものの、実際には戦線を遠く離れた安全な場所の警備を命じられただけで、2週間後に帰国を命じられるまで1度もロシア人を見ないままだったという。
その後、リーは市役所職員とホーム・ガードを経てイギリス空軍に入隊した。リー自身はパイロットを志願したが、視力不足で断念せざるを得なかった。地上勤務要員となったリーはローデシア警察隊にしばらく勤務した後、第260飛行隊付の情報将校としてエジプト方面へと派遣された。以後、シチリアやイタリアで転戦し、北アフリカで終戦を迎えた。除隊時の階級は大尉であった。
伝えられるところでは、彼は1941年より長距離砂漠挺身隊（LRDG）に出向してドイツ空軍の飛行場への攻撃に関与したとも、多言語に堪能であったことから特殊作戦執行部（SOE）による終戦後の戦犯容疑者の捜索にも参加したとも言われている。そうした特殊部隊に参加したことはリー自身も認めていたが、任務の詳細については「話すことを禁じられている」としてほとんど語らなかった。

## 私生活

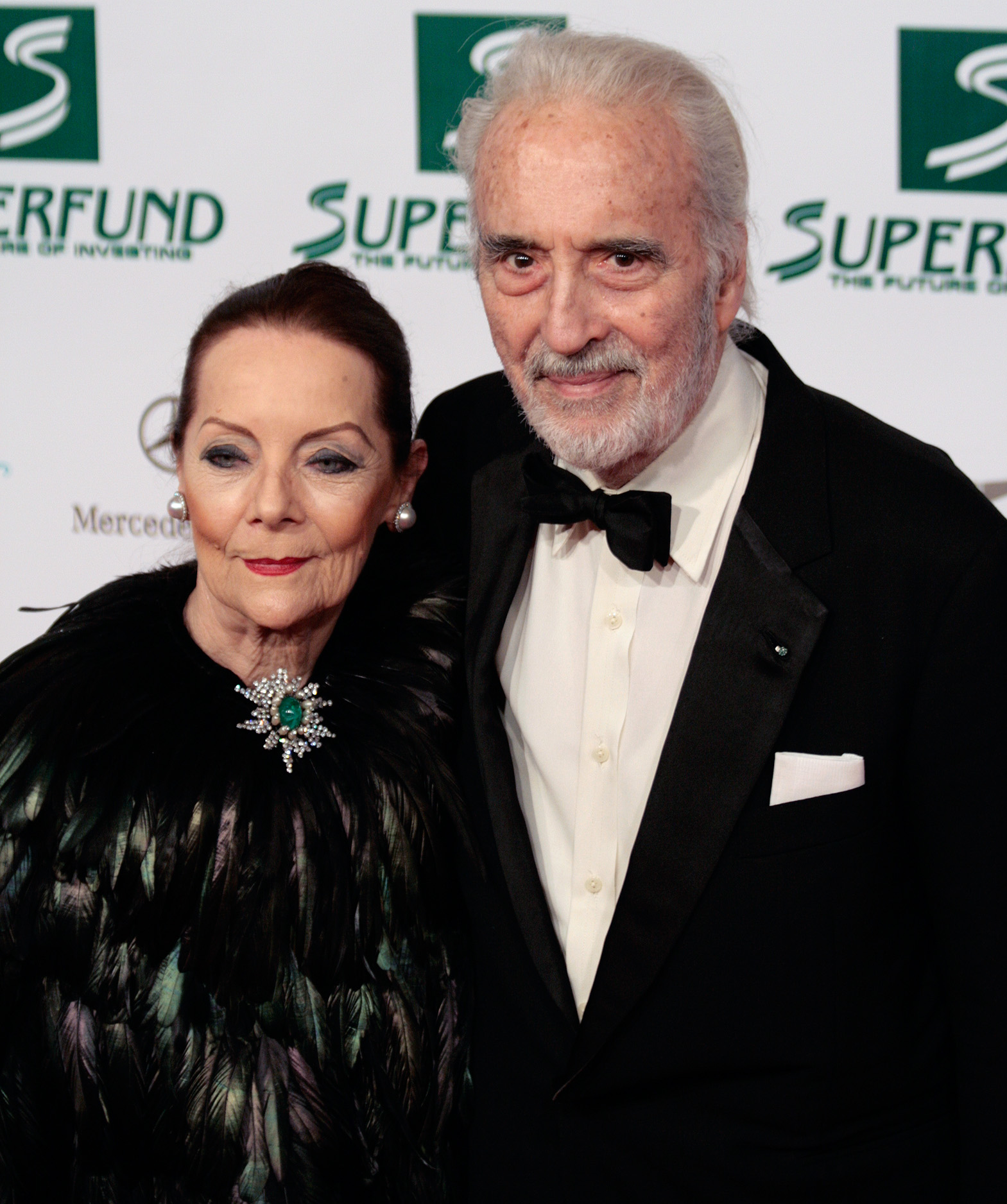
「世界女性賞」に妻ギッテと出席するリー（2009年）

従兄弟に『007シリーズ』の原作者イアン・フレミング、姪にハリエット・ウォルターがいた。
妻はデンマーク人のモデル、画家のギッテ・クロエンケ（Gitte Kroencke）。『ゴーメンガースト』の原作者マーヴィン・ピークとも面識があった。

## 主な出演作
| 公開年 | 邦題 原題                                                                              | 役名                                                  | 備考                                     | 吹き替え                                      |
| ------ | -------------------------------------------------------------------------------------- | ----------------------------------------------------- | ---------------------------------------- | --------------------------------------------- |
| 1948   | ハムレット Hamlet                                                                      |                                                       | クレジットなし                           |                                               |
| 1948   | 南極のスコット Scott of the Antarctic                                                  | バーナード・デイ                                      |                                          |                                               |
| 1951   | 鷲の谷 Valley of Eagles                                                                | ホルト                                                |                                          |                                               |
| 1951   | 艦長ホレーショ Captain Horatio Hornblower R.N.                                         | スペイン籍ナティビダッド号艦長                        |                                          |                                               |
| 1952   | 赤い風車 Moulin Rouge                                                                  | ジョルジュ・スーラ                                    |                                          |                                               |
| 1955   | 王女アナ・メンドーサ That Lady                                                         | 大佐                                                  |                                          |                                               |
| 1955   | 生き残った二人 The Cockleshell Heroes                                                  | グリーヴス                                            |                                          |                                               |
| 1956   | 戦艦シュペー号の最後 The Battle of the River Plate                                     | マノロ                                                |                                          |                                               |
| 1957   | フランケンシュタインの逆襲 The Curse of Frankenstein                                   | クリーチャー                                          |                                          |                                               |
| 1957   | 豹の爪 Beyond Mombasa                                                                  | ジル・ロッシ                                          |                                          |                                               |
| 1957   | にがい勝利 Bitter Victory                                                              | バーニー                                              |                                          |                                               |
| 1958   | 吸血鬼ドラキュラ Dracula                                                               | ドラキュラ伯爵                                        |                                          | 松宮五郎（テレビ朝日版）                      |
| 1958   | V1号作戦 Battle of the V-1                                                             |                                                       |                                          |                                               |
| 1958   | 悪魔の白衣 Corridors of Blood                                                          | ジョー                                                |                                          |                                               |
| 1959   | バスカヴィル家の犬 The Hound of the Baskervilles                                       | ヘンリー・バスカヴィル卿                              |                                          |                                               |
| 1959   | ミイラの幽霊 The Mummy                                                                 | ミイラ男カリス                                        |                                          |                                               |
| 1960   | 地獄の罠 Too Hot to Handle                                                             | ノヴァク                                              |                                          |                                               |
| 1960   | 狂っちゃいねえぜ Beat Girl                                                             | ケニー                                                |                                          |                                               |
| 1960   | 死霊の町 The City of the Dead                                                          | アラン・ドリスコル                                    |                                          |                                               |
| 1960   | ジキル博士の二つの顔 The Two Faces of Dr. Jekyll                                       | ポール・アレン                                        |                                          |                                               |
| 1961   | 恐怖 Taste of Fear                                                                     | ピアース・ジェラード                                  |                                          |                                               |
| 1961   | ヘラクレス 魔界の死闘 Ercole al centro della terra                                     | リコ                                                  |                                          |                                               |
| 1962   | 血の河 The Pirates of Blood River                                                      | ラロシュ                                              |                                          |                                               |
| 1963   | 顔のない殺人鬼 La vergine di Norimberga                                                | エリッヒ                                              |                                          |                                               |
| 1963   | 白い肌に狂う鞭 La frusta e il corpo                                                    | クルト                                                |                                          |                                               |
| 1964   | 生きた屍の城 Il castello dei morti vivi                                                | ドラゴ伯爵                                            |                                          |                                               |
| 1964   | 女ヴァンパイア カーミラ La cripta e l'incubo                                           | ルドヴィク                                            |                                          |                                               |
| 1964   | 海賊船悪魔号 The Devil-Ship Pirates                                                    | ロベレス船長                                          |                                          |                                               |
| 1964   | 妖女ゴーゴン The Gorgon                                                                | カール                                                |                                          | 川久保潔                                      |
| 1965   | テラー博士の恐怖 Dr. Terror's House of Horrors                                         | フランクリン・マーシュ                                |                                          | 小林恭治（フジテレビ版）                      |
| 1965   | 怪人フー・マンチュー The Face of Fu Manchu                                             | フー・マンチュー                                      |                                          |                                               |
| 1965   | 姿なき殺人者 Ten Little Indians                                                        | Mr.オーウェンの声                                     |                                          |                                               |
| 1965   | 炎の女 She                                                                             | ビラリ                                                |                                          | 西山連（フジテレビ版）                        |
| 1965   | がい骨 The Skull                                                                       | マシュー・フィリップス卿                              |                                          | 嶋俊介（日本テレビ版）                        |
| 1966   | パリの連続殺人 Theatre of Death                                                        | フィリペ                                              |                                          | 穂積隆信                                      |
| 1966   | 凶人ドラキュラ Dracula: Prince of Darkness                                             | ドラキュラ伯爵                                        |                                          |                                               |
| 1966   | 白夜の陰獣 Rasputin: The Mad Monk                                                      | ラスプーチン                                          |                                          | 大木民夫                                      |
| 1966   | グレゴア Circus of Fear                                                                | グレゴア                                              |                                          |                                               |
| 1966   | 怪人フー・マンチュー/連続美女誘拐事件 The Brides of Fu Manchu                          | フー・マンチュー                                      |                                          |                                               |
| 1967   | 怪人フー・マンチューの復讐 The Vengeance of Fu Manchu                                  | フー・マンチュー                                      |                                          |                                               |
| 1967   | 高熱怪物の恐怖 Night of the Big Heat                                                   | ゴドフリー・ハンソン                                  |                                          |                                               |
| 1967   | ドラゴン捜査網 Five Golden Dragons                                                     | ドラゴン                                              |                                          |                                               |
| 1967   | ドラキュラの生贄 Die Schlangengrube und das Pendel                                     | フレデリック・レグラ伯爵                              |                                          |                                               |
| 1968   | 悪魔の宴 Curse of the Crimson Altar                                                    | モーリー                                              |                                          |                                               |
| 1968   | 悪魔の花嫁 The Devil Rides Out                                                         | リシュリュー公                                        |                                          |                                               |
| 1968   | 女奴隷の復讐 The Blood of Fu Manchu                                                    | フー・マンチュー                                      |                                          |                                               |
| 1968   | 帰って来たドラキュラ Dracula Has Risen from the Grave                                  | ドラキュラ伯爵                                        |                                          | 千葉耕市（テレビ朝日版）                      |
| 1969   | 呪われた棺 The Oblong Box                                                              | Dr. J. Neuhart                                        |                                          |                                               |
| 1969   | マジック・クリスチャン The Magic Christian                                             | 吸血鬼                                                |                                          |                                               |
| 1970   | ドラキュラ 血の味 Taste the Blood of Dracula                                           | ドラキュラ伯爵                                        |                                          | 千葉耕市（テレビ朝日版）                      |
| 1970   | 吸血のデアボリカ Count Dracula                                                         | ドラキュラ伯爵                                        |                                          |                                               |
| 1970   | ジュリアス・シーザー Julius Caesar                                                     | アーテミドーラス                                      |                                          |                                               |
| 1970   | 悪徳の快楽 Eugenie                                                                     | ドルマンス                                            |                                          |                                               |
| 1970   | シャーロック・ホームズの冒険 The Private Life of Sherlock Holmes                       | マイクロフト・ホームズ                                |                                          | 千葉耕市（TBS版）                             |
| 1970   | 血のエクソシズム/ドラキュラの復活 Scars of Dracula                                     | ドラキュラ伯爵                                        |                                          | 家弓家正 （日本テレビ版）                     |
| 1970   | バンパイアキラーの謎 Scream and Scream Again                                           | フレモント                                            |                                          |                                               |
| 1971   | ブラッド・ゾーン The House That Dripped Blood                                          | ジョン                                                |                                          | 寺島幹夫（テレビ東京版）                      |
| 1971   | 怪奇!二つの顔の男 I, Monster                                                           | チャールズ・マーロウ/エドワード・ブレイク             |                                          |                                               |
| 1971   | 女ガンマン 皆殺しのメロディ Hannie Caulder                                             | ベイリー                                              |                                          | 北川国彦（テレビ朝日版）                      |
| 1972   | 地獄のサブウェイ Death Line                                                            | Stratton-Villiers, MI5                                |                                          |                                               |
| 1972   | ドラキュラ'72 Dracula AD 1972                                                          | ドラキュラ伯爵                                        |                                          | 北村弘一（テレビ朝日版）                      |
| 1973   | ゾンビ襲来 The Creeping Flesh                                                          | ジェームズ                                            |                                          |                                               |
| 1973   | 新ドラキュラ/悪魔の儀式 The Satanic Rites of Dracula                                   | ドラキュラ伯爵                                        |                                          | 家弓家正（フジテレビ版）                      |
| 1973   | デビル・ナイト Nothing But the Night                                                   | チャールズ・ビンガム                                  |                                          | 大木民夫                                      |
| 1973   | ゾンビ特急地獄行き Horror Express                                                      | アレクサンダー・サクストン                            |                                          | 佐々木勝彦                                    |
| 1973   | 三銃士 The Three Musketeers                                                            | ロシュフォール伯爵                                    |                                          | 西沢利明（テレビ朝日版）                      |
| 1973   | ウィッカーマン The Wicker Man                                                          | サマーアイル卿                                        |                                          |                                               |
| 1974   | 四銃士 The Four Musketeers                                                             | ロシュフォール伯爵                                    |                                          | 西沢利明（テレビ朝日版）                      |
| 1974   | 007 黄金銃を持つ男 The Man with the Golden Gun                                         | スカラマンガ                                          |                                          | 千葉耕市（TBS版） 佐々木梅治（DVD/BD版）      |
| 1976   | ダイヤモンドの犬たち Killer Force                                                      | チルトン                                              |                                          | 千葉耕市（テレビ朝日版）                      |
| 1976   | 悪魔の性キャサリン To the Devil a Daughter                                             | マイケル神父                                          |                                          |                                               |
| 1977   | エアポート'77/バミューダからの脱出 Airport '77                                         | マーチン・ウォレス                                    |                                          | 阪脩（日本テレビ版） 坂口芳貞（テレビ朝日版） |
| 1977   | エンド・オブ・ザ・ワールド/死を呼ぶエイリアン脱出計画 End of the World                 | Father Pergado/Zindar                                 |                                          |                                               |
| 1977   | スターシップ・インベーション Starship Invasions                                        | ラメセス                                              |                                          |                                               |
| 1978   | 続・星の国から来た仲間 Return from Witch Mountain                                      | ヴィクター・ギャノン博士                              |                                          | 千葉耕市                                      |
| 1978   | キャラバン Caravans                                                                    | Sardar Khan                                           |                                          |                                               |
| 1978   | サイレントフルート Circle of Iron                                                      | Zetan                                                 |                                          |                                               |
| 1979   | ザ・パッセージ/ピレネー突破口 The Passage                                              | ジプシー                                              |                                          |                                               |
| 1979   | ジャガーNO.1 Jaguar Lives!                                                             | アダム・ケイン                                        |                                          |                                               |
| 1979   | オーロラ殺人事件 Bear Island                                                           | レチンスキ                                            |                                          | 寺島幹夫（テレビ朝日版）                      |
| 1979   | 1941                                                                                   | ウォルフガング・フォン・クラインシュミット大佐        |                                          | 千葉耕市（TBS版） 不明（ソフト版）            |
| 1981   | 香港コネクション An Eye for an Eye                                                     | モーガン                                              |                                          |                                               |
| 1981   | 豪華客船ゴライアス号の奇跡 GOLIATH AWAITS                                              | ジョン・マッケンジー                                  | テレビ映画                               | 大木民夫                                      |
| 1982   | 爆笑!サファリ3000 Safari 3000                                                          | ボルジア伯爵                                          |                                          |                                               |
| 1983   | キャプテン・ザ・ヒーロー/悪人は許さない The Return of Captain Invincible               | ミッドナイト                                          |                                          |                                               |
| 1983   | 魔人館 House of the Long Shadows                                                       | コリガン                                              |                                          |                                               |
| 1984   | ローズバッド・ビーチ・ホテル The Rosebud Beach Hotel                                   | クリフォード・キング                                  |                                          |                                               |
| 1984   | フェアリーテール・シアター Faerie Tale Theatre                                         | キング・ブラディミア5世                               | TVオムニバスドラマ                       |                                               |
| 1985   | 仮面の殺意 Mask of Murder                                                              | ジョナサン・リッチ                                    |                                          |                                               |
| 1985   | ハウリングII Howling II: Stirba - Werewolf Bitch                                       | ステファン                                            |                                          | 筈見純                                        |
| 1986   | 魔・少・女/ザ・ガール The Girl                                                         | ピーター・ストーム                                    |                                          |                                               |
| 1987   | パッコン学園 Jocks                                                                     | ホワイト                                              |                                          |                                               |
| 1987   | ミオとミラミス 勇者の剣 Mio min Mio                                                    | カトー                                                |                                          | 小林清志（旧VHS版） 瑳川哲朗（新VHS・DVD版）  |
| 1989   | 青春探偵/ファースト・キッスは殺人現場で Murder Story                                   | ウィラード・ホープ                                    |                                          |                                               |
| 1989   | 新・三銃士/華麗なる勇者の冒険 The Return of the Musketeers                             | ロシュフォール伯爵                                    |                                          |                                               |
| 1990   | ホドロフスキーの虹泥棒 The Rainbow Thief                                               | ルドルフ                                              | 日本では2016年に公開                     |                                               |
| 1990   | ハネムーン・アカデミー Honeymoon Academy                                               | Lazos                                                 |                                          |                                               |
| 1990   | グレムリン2 新・種・誕・生 Gremlins 2 The New Batch                                    | カテーテル博士                                        |                                          | 大木民夫（ソフト版、テレビ朝日版）            |
| 1991   | サンタリアの復活/血塗られた暗黒大陸 Curse III: Blood Sacrifice                         | ピアソン                                              |                                          |                                               |
| 1991   | 兜 KABUTO Kabuto                                                                       | フィリップ王                                          |                                          | 北村弘一                                      |
| 1991   | 新シャーロック・ホームズ/ホームズとプリマドンナ Sherlock Holmes and the Leading Lady   | シャーロック・ホームズ                                | テレビ映画                               | 大木民夫                                      |
| 1992   | 新シャーロック・ホームズ/ヴィクトリア瀑布の冒険 Sherlock Holmes and the Leading Lady   | シャーロック・ホームズ                                | テレビ映画                               | 大木民夫                                      |
| 1993   | テロリスト・ゲーム Death Train                                                         | ベニン将軍                                            | テレビ映画                               | 城山堅（ソフト版） 小林清志（テレビ東京版）   |
| 1994   | ポリスアカデミー'94/モスクワ大作戦!! Police Academy: Mission to Moscow                 | ラコフ警察署長                                        |                                          | 加藤精三（ソフト版） 丸山詠二（テレビ東京版） |
| 1994   | ファニーマン/血染めのジョーカー Funny Man                                              | カルム・チャンス                                      |                                          |                                               |
| 1995   | 十戒 Moses                                                                             | ラムセス2世                                           | テレビ映画                               |                                               |
| 1996   | ステューピッド/おばかっち地球防衛大作戦 The Stupids                                    | Evil Sender                                           |                                          |                                               |
| 1998   | タロス・ザ・マミー/呪いの封印 Talos the Mummy                                          | タークル                                              |                                          | 佐々木敏                                      |
| 1999   | スリーピー・ホロウ Sleepy Hollow                                                       | ニューヨーク市長                                      |                                          | 篠原大作（ソフト版） 糸博（テレビ東京版）     |
| 2001   | ロード・オブ・ザ・リング The Lord of the Rings: The Fellowship of the Ring             | サルマン                                              |                                          | 家弓家正                                      |
| 2002   | スター・ウォーズ エピソード2/クローンの攻撃 Star Wars Episode II: Attack of the Clones | ドゥークー伯爵                                        |                                          | 羽佐間道夫                                    |
| 2002   | ロード・オブ・ザ・リング/二つの塔 The Lord of the Rings: The Two Towers                | サルマン                                              |                                          | 家弓家正                                      |
| 2003   | ロード・オブ・ザ・リング/王の帰還 The Lord of the Rings: The Return of the King        | サルマン                                              | エクステンデッド版のみ                   | 家弓家正                                      |
| 2004   | クリムゾン・リバー2 黙示録の天使たち Crimson Rivers II: Angels of the Apocalypse       | ヘメリッヒ                                            |                                          | 村松康雄                                      |
| 2005   | ユアン少年と小さな英雄 Greyfriars Bobby                                                | ロード・プロヴォスト（市長） ウィリアム・チェンバース |                                          | 長克巳                                        |
| 2005   | スター・ウォーズ エピソード3/シスの復讐 Star Wars Episode III: Revenge of the Sith     | ドゥークー伯爵                                        |                                          | 羽佐間道夫                                    |
| 2005   | チャーリーとチョコレート工場 Charlie and the Chocolate Factory                         | ウィルバー・ウォンカ                                  |                                          | 家弓家正（ソフト版） 久米明（日本テレビ版）   |
| 2005   | ティム・バートンのコープスブライド Corpse Bride                                        | ゴールズウェルズ牧師                                  | ストップモーション・アニメ映画、声の出演 | 家弓家正                                      |
| 2007   | ライラの冒険 黄金の羅針盤 The Golden Compass                                           | 第一評議員                                            |                                          | 藤本譲（劇場公開版） 真田五郎（テレビ朝日版） |
| 2008   | スター・ウォーズ/クローンウォーズ Star Wars: Clone Wars                                | ドゥークー伯爵                                        | アニメ映画、声の出演                     | 羽佐間道夫                                    |
| 2009   | ギャラリー Boogie Woogie                                                               | アルフレッド・ラインゴールド                          |                                          |                                               |
| 2009   | 戦場カメラマン 真実の証明 Triage                                                       | ホアキン・モラレス                                    |                                          |                                               |
| 2009   | ブラック・レコード〜禁じられた記録〜 Glorious 39                                       | ウォルター・ペイジ                                    | 日本劇場未公開                           |                                               |
| 2010   | アリス・イン・ワンダーランド Alice in Wonderland                                       | ジャバウォッキー                                      | 声の出演                                 | 稲垣隆史（劇場公開版） 長克巳（フジテレビ版） |
| 2011   | デビルクエスト Season of the Witch                                                     | ダンブロワーズ枢機卿                                  |                                          | 坂元貞美                                      |
| 2011   | ヒューゴの不思議な発明 Hugo                                                            | ムッシュ・ラビス                                      |                                          | 長克巳                                        |
| 2011   | ヒラリー・スワンク ストーカー The Resident                                             |                                                       |                                          |                                               |
| 2012   | ダーク・シャドウ Dark Shadows                                                          | サイラス・クラーニー                                  |                                          | 家弓家正                                      |
| 2012   | フランケンウィニー Frankenweenie                                                       | ドラキュラ                                            | アーカイヴ出演                           |                                               |
| 2012   | ホビット 思いがけない冒険 The Hobbit: An Unexpected Journey                            | サルマン                                              |                                          | 家弓家正                                      |
| 2013   | ホビット 竜に奪われた王国 The Hobbit: The Desolation of Smaug                          | サルマン                                              |                                          |                                               |
| 2013   | リスボンに誘われて Night Train to Lisbon                                               | バルトロメウ神父                                      |                                          | （吹き替え版なし）                            |
| 2014   | ホビット 決戦のゆくえ The Hobbit: The Battle of the Five Armies                        | サルマン                                              |                                          | 大木民夫                                      |
| 2014   | Extraordinary Tales                                                                    |                                                       | オムニバス式アニメ映画、声の出演         |                                               |
| 2016   | Angels in Notting Hill                                                                 | 神 / 大統領                                           | 声の出演 死後に公開                      |                                               |
| 2017   | The Hunting of the Snark                                                               | ナレーター                                            | 短編映画 死後に公開                      |                                               |
| 2024   | ロード・オブ・ザ・リング/ローハンの戦い The Lord of the Rings: The War of the Rohirrim | サルマン                                              | アーカイブ音声 死後に公開                | 勝部演之                                      |

## 日本語吹き替え
主に担当したのは、以下の三人である。
千葉耕市
リーの専属（フィックス）として知られ、『007 黄金銃を持つ男』『帰ってきたドラキュラ』などの代表作を担当。最も多く吹き替えている。
家弓家正
上述の千葉の次に多く吹き替えており、千葉の死後および『ロード・オブ・ザ・リング』のサルマンを吹き替えてからは専属に近い形で担当した。
『ウィッカーマン』はallcinemaでのリリース時にはリーの吹替声優として知られている家弓を起用し、新たに日本語吹替版を製作する企画があったが、予算の都合により実現しなかった。
大木民夫
上記二名に次いで多く担当。家弓の死後は『ホビット 決戦のゆくえ』でサルマンを引き継いだ。
なお、『スター・ウォーズ』シリーズのドゥークー伯爵は羽佐間道夫が吹き替えを担当した。このほかにも、小林清志、長克巳、北村弘一、寺島幹夫、西沢利明なども複数回、声を当てている。